# Грабовець (Славська селищна громада)
Грабове́ць — село в Україні, у Стрийському районі Львівської області. Населення становить 96 осіб. Орган місцевого самоврядування — Славська селищна рада. Відомий гірськолижиний курорт Славське має тут одну зимову трасу для катання.

## Географія
Селом тече струмок Грабовецький. На південно-східній околиці села бере початок Гнилий Потік.

## Населення
Згідно з переписом УРСР 1989 року чисельність наявного населення села становила 157 осіб, з яких 79 чоловіків та 78 жінок.
За переписом населення України 2001 року в селі мешкало 95 осіб. 100 % населення вказало своєю рідною мовою українську.

## Церква
У селі розташована дерев'яна Церква Св. Василя, побудована у 1892—1894 роках, та дзвіниця церкви 1874 року (пам'ятка архітектури Сколівського району охоронний № 1412/1).

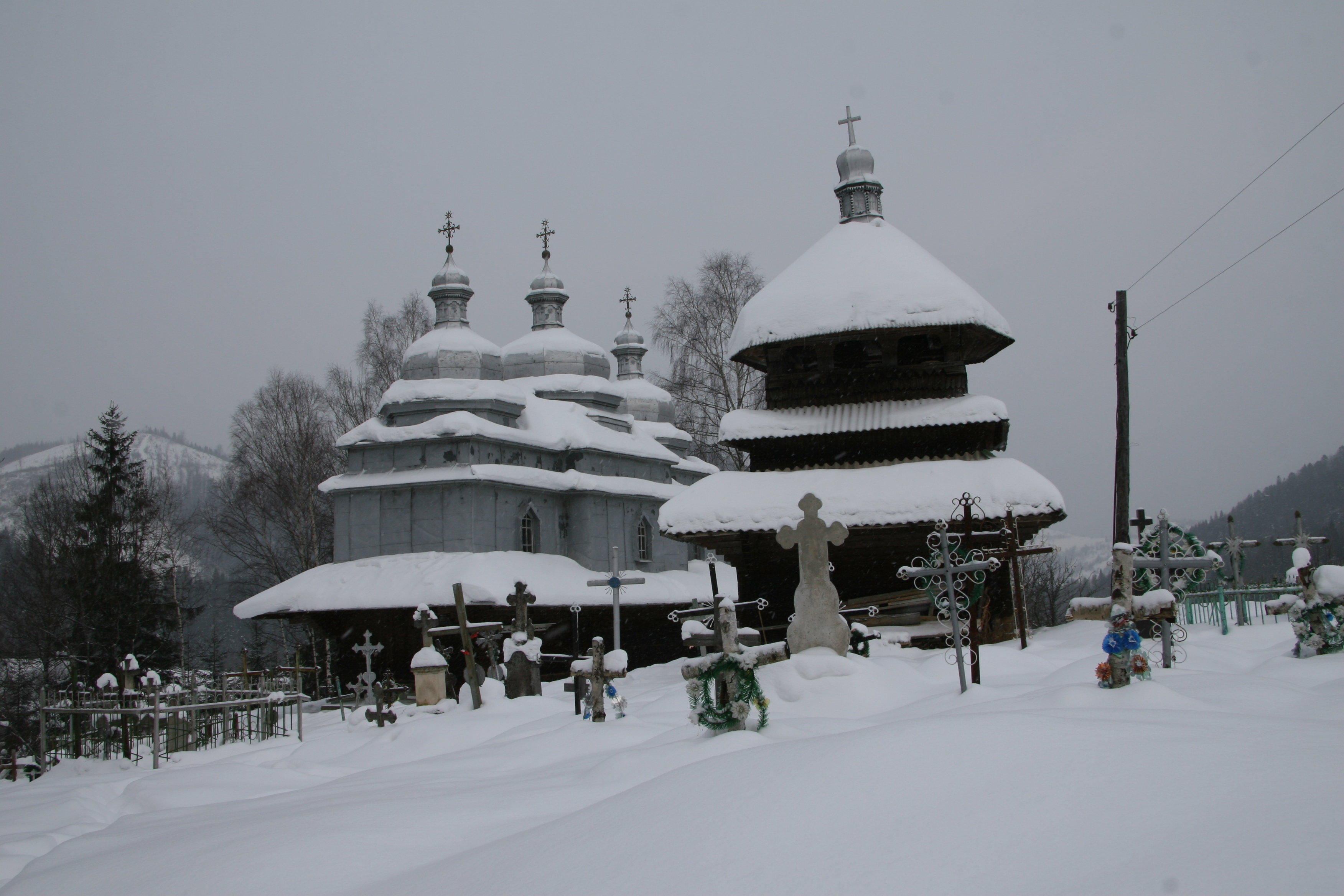
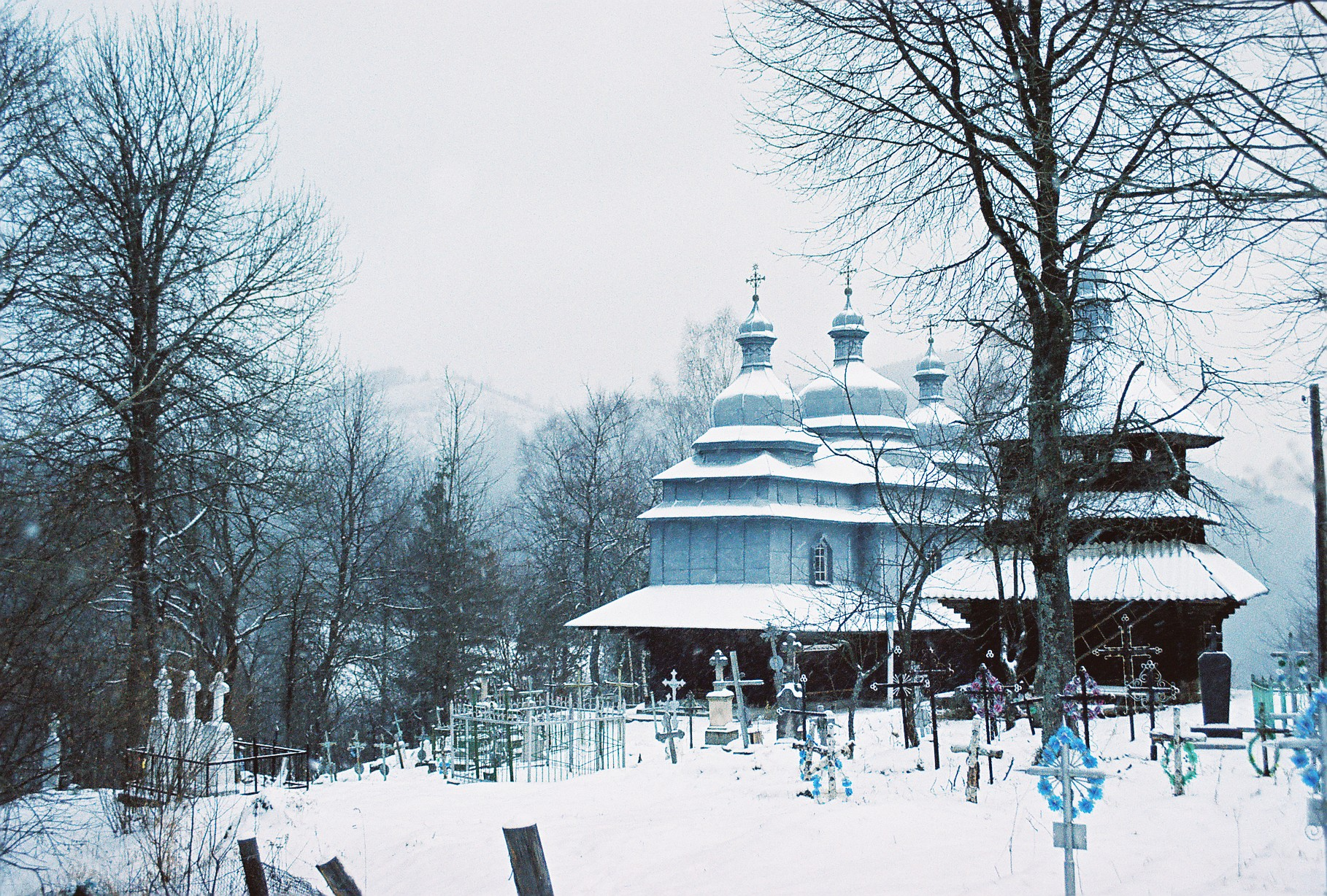
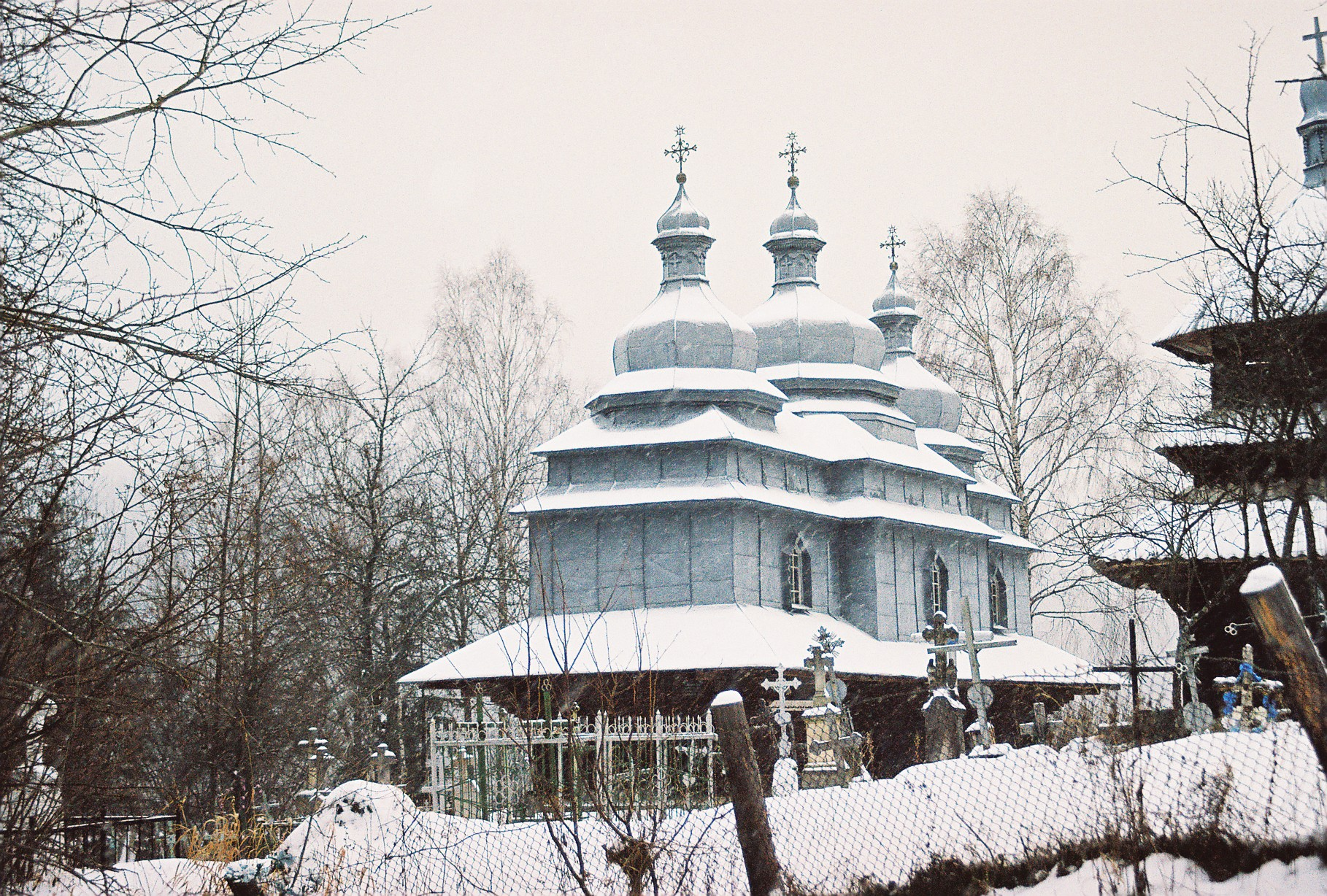

## Світлини

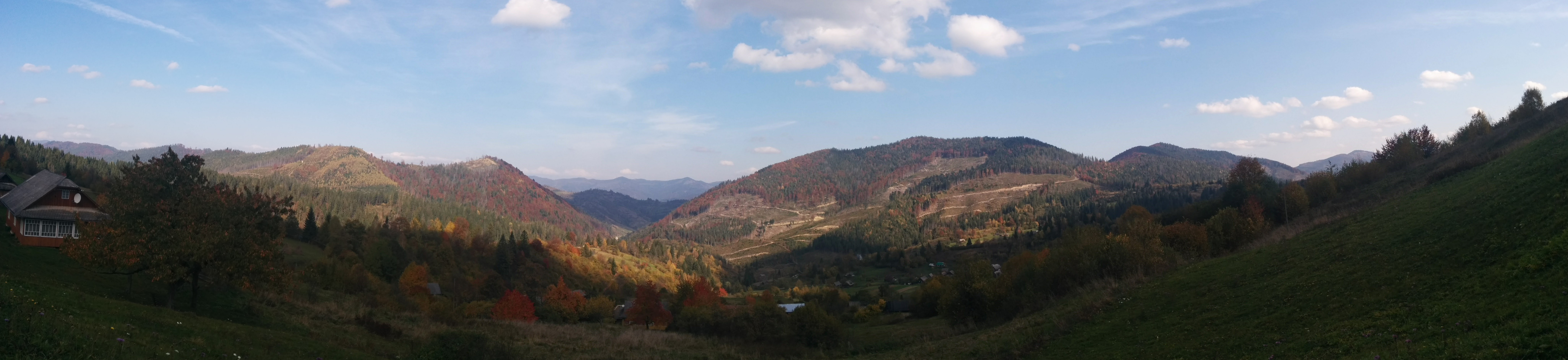
Панорама на гори Маківку і Клива з схилу гори Менчіл

## Відомі люди
- Дем'ян Григорій Васильович  — історик, фольклорист, етнограф, літературознавець, археолог, краєзнавець, мистецтвознавець, педагог, народний депутат України (1994—1998)
- Фурів Іван Іванович — український радянський діяч, секретар Волинського обкому КПУ, 1-й секретар Луцького міськкому КПУ, голова Луцького міськвиконкому.
- Глушко Михайло Степанович — етнолог, історик, фольклорист, доктор історичних наук, професор, дійсний член НТШ в Україні